# Adelheid van Forcalquier
Adelheid van Forcalquier (- Avignon, 1129) was een dochter van Willem Bertrand en van Adelheid van Cavenez. Ze volgde haar vader in 1065 op als graaf van Forcalquier. Zij trouwde met graaf Ermengald IV van Urgel en was de moeder van Willem I van Forcalquier.

## Voorouders
| Voorouders van Adelheid van Forcalquier (–1129) | Voorouders van Adelheid van Forcalquier (–1129)               | Voorouders van Adelheid van Forcalquier (–1129)               | Voorouders van Adelheid van Forcalquier (–1129)               | Voorouders van Adelheid van Forcalquier (–1129)               | Voorouders van Adelheid van Forcalquier (–1129)            | Voorouders van Adelheid van Forcalquier (–1129)            | Voorouders van Adelheid van Forcalquier (–1129)            | Voorouders van Adelheid van Forcalquier (–1129)            |
| ----------------------------------------------- | ------------------------------------------------------------- | ------------------------------------------------------------- | ------------------------------------------------------------- | ------------------------------------------------------------- | ---------------------------------------------------------- | ---------------------------------------------------------- | ---------------------------------------------------------- | ---------------------------------------------------------- |
| Overgrootouders                                 | Willem II van Provence (–) ∞ Gerberga (985-1020/23)           | Willem II van Provence (–) ∞ Gerberga (985-1020/23)           | ? (–) ∞ ?(–)                                                  | ? (–) ∞ ?(–)                                                  | ? (–) ∞ ? (–)                                              | ? (–) ∞ ? (–)                                              | ? (–) ∞ ? (–)                                              | ? (–) ∞ ? (–)                                              |
| Grootouders                                     | Fulco van Provence (–1051) ∞ Hildegard Eueza van Toulouse (–) | Fulco van Provence (–1051) ∞ Hildegard Eueza van Toulouse (–) | Fulco van Provence (–1051) ∞ Hildegard Eueza van Toulouse (–) | Fulco van Provence (–1051) ∞ Hildegard Eueza van Toulouse (–) | ? (–) ∞ ?(–)                                               | ? (–) ∞ ?(–)                                               | ? (–) ∞ ?(–)                                               | ? (–) ∞ ?(–)                                               |
| Ouders                                          | Bertrand I van Provence (–1065) ∞ Adelheid van Cavenez (–)    | Bertrand I van Provence (–1065) ∞ Adelheid van Cavenez (–)    | Bertrand I van Provence (–1065) ∞ Adelheid van Cavenez (–)    | Bertrand I van Provence (–1065) ∞ Adelheid van Cavenez (–)    | Bertrand I van Provence (–1065) ∞ Adelheid van Cavenez (–) | Bertrand I van Provence (–1065) ∞ Adelheid van Cavenez (–) | Bertrand I van Provence (–1065) ∞ Adelheid van Cavenez (–) | Bertrand I van Provence (–1065) ∞ Adelheid van Cavenez (–) |